# Hadrodiplognatha guirali
Hadrodiplognatha guirali är en skalbaggsart som beskrevs av Kunckel d'herculais 1888. Hadrodiplognatha guirali ingår i släktet Hadrodiplognatha och familjen Cetoniidae. Inga underarter finns listade i Catalogue of Life.